# X-Men 2
X-Men 2 je americký superhrdinský sci-fi film režiséra Bryana Singera z roku 2003. Byl natočen podle komiksu X-Men, který je vydáván vydavatelstvím Marvel Comics. Jde o druhý díl filmové série X-Men a pokračování úvodního dílu X-Men.

## Děj
Nightcrawler se pokusí zabít prezidenta USA, ale nepodaří se mu to.
Wolverine se vrátí ze své cesty, kde kvůli ztrátě paměti hledal okolnosti svého původu.
Xavier navštíví Magneta ve vězení, kde se dozví o tajném vojenském agentovi Williamu Strykerovi, který se pomocí jakýchsi pokusů zasloužil o vytvoření Wolverina. Strykerova armáda napadne školu mutantů, odkud se podaří utéci několika studentům v čele s Wolverinem.
Pomocí Mystique uprchne Magneto z vězení.
Stryker má v záloze svého syna, Jasona, který umí měnit představy lidí. Při útoku na školu mutantů Stryker unesl Cyclopse a především profesora Xaviera, který má prostřednictvím vyhledávacího zařízení Cerebro a ovlivněný Jasonem najít a posléze telepaticky zabít veškeré mutanty.
Díky utečencům Rogue, Iceman, Wolverine a dalším se podaří obsadit Strykerovu základnu ukrytou v hrázi přehrady jezera Alkali, zachránit Cyclopse a Xaviera, který se mezitím v Cerebru, přinucen Jasonem a Mystique maskovanou za Strykera, chystal zničit místo mutantů všechny lidi. Při útěku ze základny je Stryker zabit Wolverinem, Pyro se přidá k Magnetovi a při záchraně hodných mutantů se obětuje Jean Grey, když zastaví masu vody z protržené přehrady před letadlem X-Jet, ve kterém odlétá Xavierova skupina.

## Obsazení
- Hugh Jackman
- Patrick Stewart
- Ian McKellen
- Famke Janssenová
- Brian Cox
- Alan Cumming
- Anna Paquin
- Halle Berryová
- Shawn Ashmore
- James Marsden